# 사쿠라이 카즈토시
사쿠라이 카즈토시(桜井 和寿, 1970년 3월 8일 ~ )는 일본의 가수로, 본명은 사쿠라이 카즈토시(櫻井 和寿)이며 밴드 Mr.Children에서 보컬과 기타를 맡고 있다.
도쿄도 네리마구에서 태어났으며 2004년부터는 뱅크 밴드로도 활동하고 있다. 아마추어 시절부터 계속해서 Mr.Children의 노래 거의 전부를 작사·작곡하고 있다.
노래하는 시인이다.

## 사생활
1994년 1월 전직 토이즈 팩토리의 사원이었던 여성과 결혼하였으며 2000년 5월 이혼했다. 2000년 6월에는 불륜 관계였던 요시노 미카와 재혼했다.